# Jaspis pleopora
Jaspis pleopora är en svampdjursart som först beskrevs av de Laubenfels 1957.  Jaspis pleopora ingår i släktet Jaspis och familjen Ancorinidae. Inga underarter finns listade i Catalogue of Life.